# Chicoacán (Ranchería)
Chicoacán es una localidad del municipio de Huimanguillo ubicado en la subregión de la Chontalpa del estado mexicano de Tabasco.

## Geografía
La localidad de Chicoacán se sitúa en las coordenadas geográficas 17°40′56″N 93°26′48″E / 17.682222, 93.446667, a una elevación de 39 metros sobre el nivel del mar.

## Demografía
Según el Conteo de Población y Vivienda 2020, efectuado por el Instituto Nacional de Estadística y Geografía, la localidad de Chicoacán tiene 74 habitantes, de los cuales 39 son del sexo masculino y 35 del sexo femenino. Su tasa de fecundidad es de 2.75 hijos por mujer y tiene 26 viviendas particulares habitadas.
| Gráfica de evolución demográfica de Chicoacán entre 1910 y 2020 |
|                                                                 |
| INEGI.                                                          |